# Maricopa (Kalifornien)

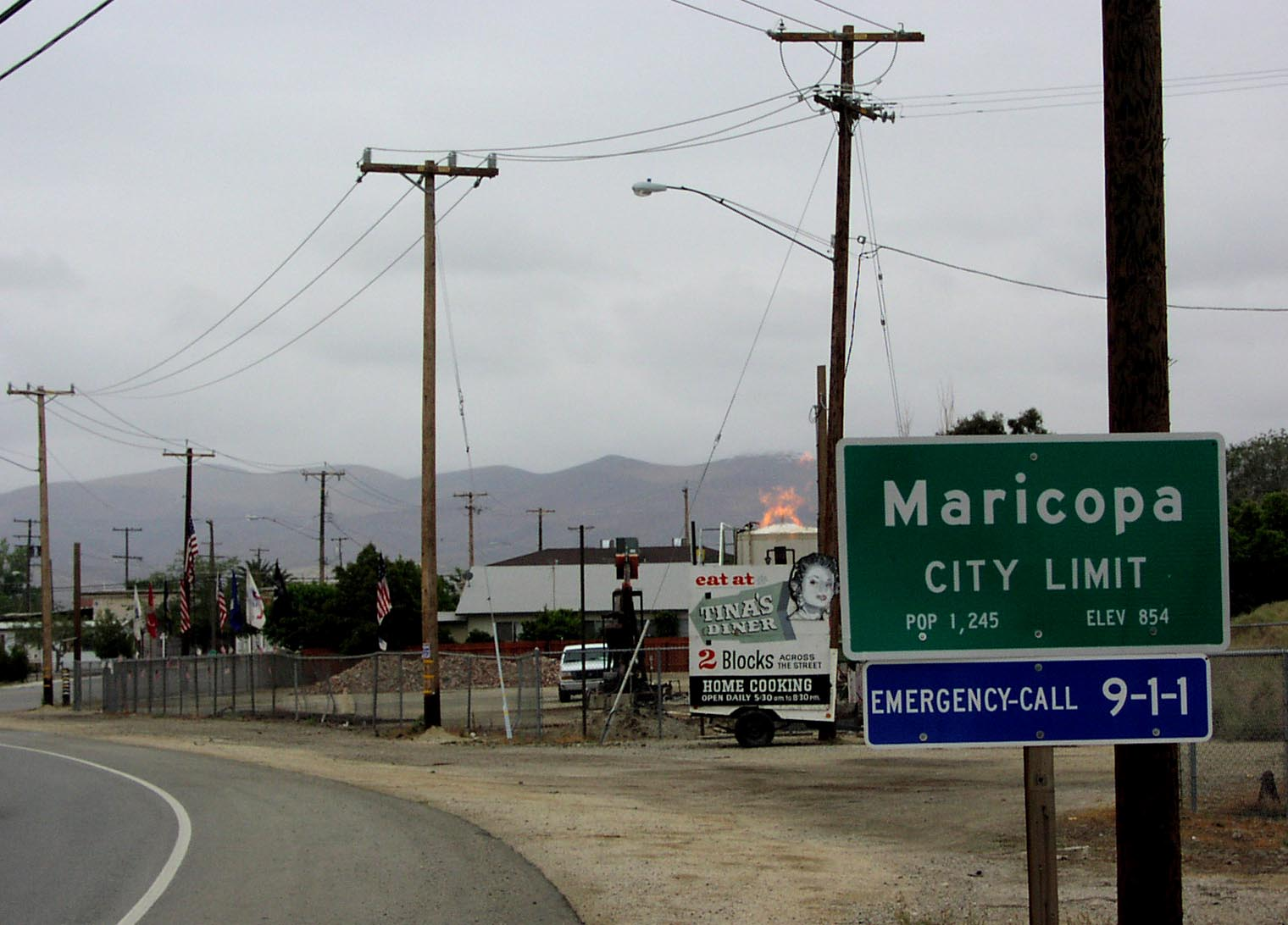
Maricopa

Maricopa ist eine Kleinstadt im US-Bundesstaat Kalifornien. Sie liegt im Kern County. Das U.S. Census Bureau hat bei der Volkszählung 2020 eine Einwohnerzahl von 1.026 ermittelt.